# Onthophagus lamyi
Onthophagus lamyi là một loài bọ cánh cứng trong họ Bọ hung (Scarabaeidae).